# حارة السلام (أحور)
السلام هي إحدى حارات حي الأنتفاضة بمدينة أحور التابعة لمحافظة أبين، بلغ تعداد سكانها 586 نسمة حسب تعداد اليمن لعام 2004.